# Moldava nad Bodvou
Moldava nad Bodvou (în germană Moldau (an der Bodva/Bodwa), în maghiară Szepsi) este un oraș din Slovacia cu 9.495 locuitori.
- Moldava nad Bodvou

## Demografie
| An:                | 1994 | 2004   | 2014    | 2024   |
| ------------------ | ---- | ------ | ------- | ------ |
| Număr de persoane: | 9332 | 9807   | 11.202  | 10.275 |
| Diferență:         |      | +5,09% | +14,22% | −8,27% |

| An:                | 2023   | 2024   |
| ------------------ | ------ | ------ |
| Număr de persoane: | 10.254 | 10.275 |
| Diferență:         |        | +0,20% |